# Ture Augustsson
Ture Augustsson var en svensk fotbollsspelare som på 1930-talet representerade Gais i Allsvenskan och Division II Västra.
Augustsson spelade mellan säsongen 1935/1936 och 1939/1940 elva seriematcher (inga mål) för Gais.

## Karriärstatistik
| Klubb  | Säsong    | Liga        | Liga    | Liga |
| Klubb  | Säsong    | Division    | Matcher | Mål  |
| ------ | --------- | ----------- | ------- | ---- |
| Gais   | 1935/1936 | Allsvenskan | 5       | 0    |
| Gais   | 1937/1938 | Allsvenskan | 1       | 0    |
| Gais   | 1939/1940 | Division II | 5       | 0    |
| Totalt | Totalt    | Totalt      | 11      | 0    |